# Arthur Kunstmann
Arthur Kunstmann (* 29. Dezember 1871 in Swinemünde; † 27. August 1940 in London) war ein deutscher Reeder.

## Leben
Arthur Kunstmann war der älteste Sohn des Reeders Wilhelm Kunstmann und dessen Frau Lina, geb. Jacoby (1850–1930). Seine jüngeren Brüder waren Julius (1877–1896) und Walter (1882–1962, seit den 1920er Jahren in Stockholm lebend) Kunstmann. Er besuchte die Schule in Anklam und erhielt seine Ausbildung in Deutschland, Großbritannien und Frankreich. 1894 trat er in das väterliche Reederei-Unternehmen W. Kunstmann ein, das sich zur größten Reederei in Preußen entwickelte. Das Unternehmen war durch seinen Vater 1870 in Swinemünde gegründet worden, seit 1899 befand sich der Hauptsitz in Stettin. 1895 wurde Arthur Kunstmann Geschäftsführer, 1900 Teilhaber. 
Nach dem Ersten Weltkrieg wurde die Firma durch die Bestimmungen des Versailler Vertrages zunächst schwer getroffen, da sie fast alle Schiffe abgeben musste. Als Entschädigung konnten 1921 auf Kosten des Staates zwei Dampfschiffe gebaut werden, die Wilhelm Kunstmann und die Lina Kunstmann. In den 1920er Jahren gehörte Kunstmann der deutschen Delegation beim Völkerbund an. Im Jahre 1930 verfügte die Reederei über 50.000 Tonnen Schiffsraum. 
Kunstmann war seit 1921 Honorarkonsul von Japan (offenbar noch bis 1938) und schon vorher von Spanien und Peru in Stettin.
1929 wurde Kunstmann Präsident des Verbands Deutscher Reeder
Mit der nationalsozialistischen Machtergreifung 1933 begann die Ausgrenzung der Familie wegen ihrer jüdischen Herkunft und Konfession. Nach dem Tod des Vaters am 25. März 1934 Alleininhaber, musste Arthur Kunstmann Anfang 1936 die Reederei an die Emdener Reederei Johs. Fritzen & Sohn verkaufen und emigrierte mit Frau und Kindern nach London. Der Betrieb wurde nach dem Verkauf bis 1938 zunächst unter der Firma Johs. Fritzen & Sohn, vormals W. Kunstmann geführt.
Arthur Kunstmann hatte die Universität Greifswald unterstützt, unter anderem 1931 durch ein großes seetüchtiges Motorboot Clara Kunstmann  für hydrographische Untersuchungen im Greifswalder Bodden und als Vorstandsmitglied des Vereins der Freunde und Förderer der Universität, wurde von ihr zum Ehrensenator ernannt und erhielt noch 1933 die Ehrendoktorwürde der Philosophischen Fakultät. Die Aberkennung dieser Ehrungen während der Zeit des Nationalsozialismus wurde am 19. Oktober 2000 von der Universität wieder rückgängig gemacht.
Er war seit 1894 verheiratet mit Clara, geb. Händler (1897–1973). Das Paar hatte eine Tochter, Gerda (* 1901), die später in Melbourne lebte, und einen Sohn, Werner (1902–1961).